# Centrolene sabini
Centrolene sabini é uma espécie de anfíbio anuro da família Centrolenidae. Está presente no Peru. Não foi ainda avaliada pela UICN.